# Армада Галлея
Армада Галлея — неофициальное название серии из пяти космических аппаратов разных стран (СССР, Япония, страны-члены ЕКА) созданных и запущенных в середине 1980-х годов с целью изучения кометы Галлея.
Совместные исследования кометы координировались неформальной, созданной несколькими космическими агентствами в 1981 году, группой Inter-Agency Consultative Group for Space Science (IACG), которая впоследствии координировала ещё множество международных космических проектов.

## Предыстория
(Раздел будет дописан позднее)

## Аппараты
Приведённый ниже список составлен в хронологическом порядке (в котором аппараты стартовали с земли):
- Вега-1
- Вега-2
- Сакигакэ
- Джотто
- Суйсэй

## Программа исследований
Программы исследований всех пяти аппаратов как бы дополняли друг друга. На аппаратах «Вега» были установлены мощные оптические приборы для изучения ядра и внутренней комы. «Джотто» был хорошо оснащен для исследования кометной плазмы. «Суйсэй» изучал внешнюю часть комы и влияние на неё солнечного ветра. «Сакигакэ» исследовал кометные ионы и их взаимодействие с солнечной плазмой.

## Другие исследования

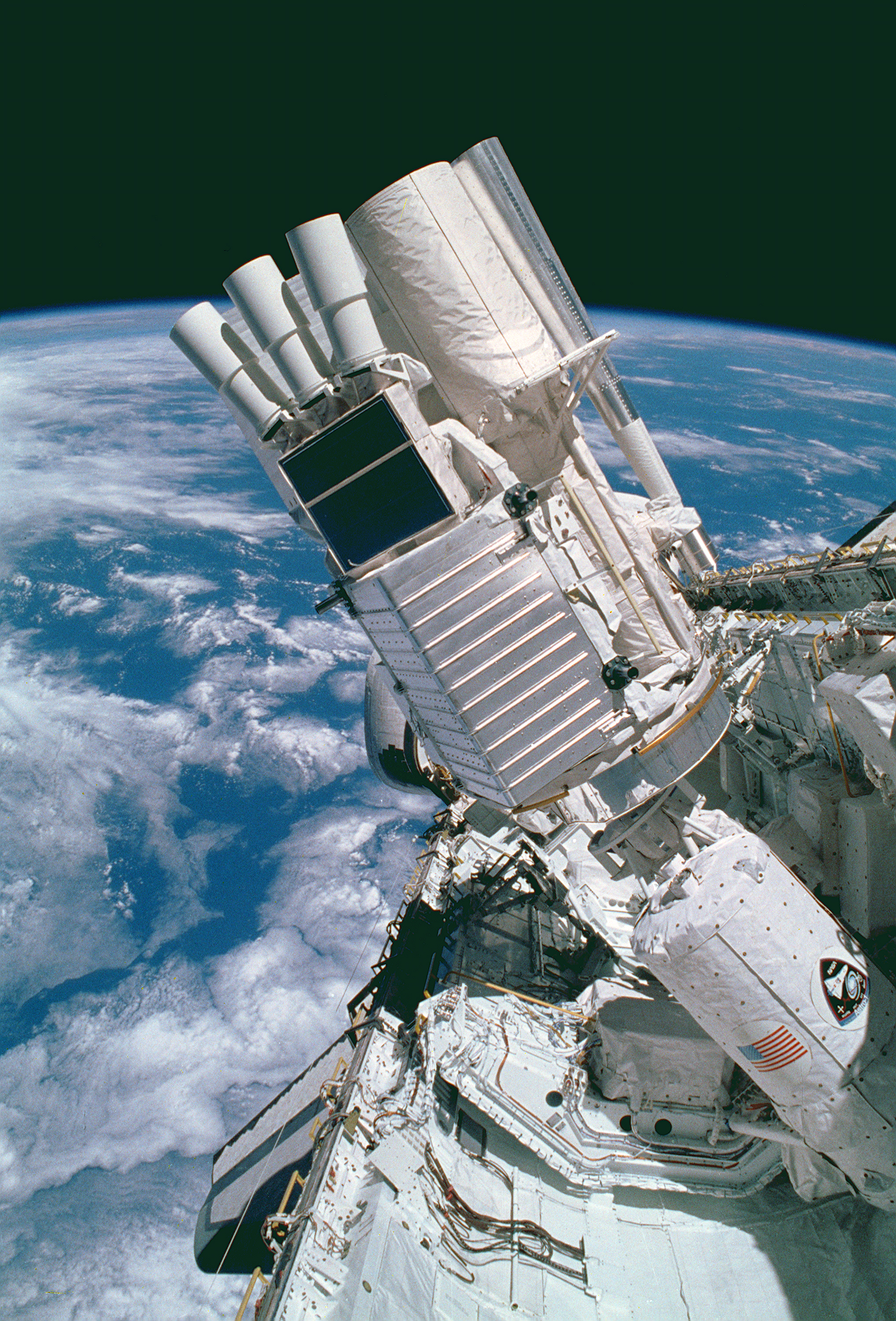
Ультрафиолетовый телескоп Astro-1 в грузовом отсеке шаттла «Колумбия» (миссия STS-35) 2 декабря 1990 года

Помимо «армады» в изучении кометы Галлея были задействованы ещё несколько космических аппаратов запущенных ранее для исследования других объектов:
- Пионер-7
- Пионер-Венера-1 (проводил исследования с орбиты Венеры)
- Международный исследователь комет (англ. International Cometary Explorer, ICE) первоначально известный как «Эксплорер-59», и "International Sun/Earth Explorer 3 (ISEE-3)
- Астрон (проводил исследования с околоземной орбиты)

Также планировалось проведение наблюдений в ходе двух миссий космического челнока «Челленджер» (STS-51L и STS 61-E [планировалась на март 1986 года]), однако катастрофа «Челленджера» во время старта первой миссии 28 января 1986 года привела к гибели корабля и семи астронавтов. Космическая платформа для изучения комет «ASTRO-1», которую должна была запустить вторая миссия, в связи с приостановкой после катастрофы американской программы пилотируемых полётов, была выведена на орбиту лишь в декабре 1990 года миссией «Колумбии» STS-35.

## Аппараты «Армады»
| Армада Галлея | Армада Галлея |
| ------------- | ------------- |
|               |               |
|               |               |